# Shamal
Shamal je studiové album progresivní rockové skupiny Gong, vydané v roce 1975. Album produkoval bubeník skupiny Pink Floyd Nick Mason.

## Seznam skladeb
1. "Wingful Of Eyes" (Howlett) – 8:19
2. "Chandra" (Lemoine) – 7:16
3. "Bambooji"(Malherbe)– 5:21
4. "Cat In Clark's Shoes" (Malherbe)– 7:45
5. "Mandrake" (Moerlen) – 5:07
6. "Shamal" (Bauer, Howlett, Lemoine, Malherbe, Moerlen) – 8:58

## Sestava
- Pierre Moerlen – bicí, vibrafon, tubulární zvon
- Jorge Pinchevsky – housle
- Mireille Bauer – perkuse, zvonkohra, sylofon, gong, marimba
- Sandy Colley – zpěv
- Didier Malherbe – flétna, bansuri, soprán saxofon, tenor saxofon
- Miquette Giraudy – klávesy, zpěv
- Mike Howlett – baskytara, zpěv
- Patrice Lemoine – varhany, piáno, syntezátor, klávesy
- Steve Hillage – akustická kytara, kytara, elektrická kytara
- Nick Mason - producent